# Nils Haßfurther
Nils Haßfurther (* 18. Mai 1999 in Bamberg) ist ein ehemaliger deutscher Basketballspieler.

## Laufbahn
Haßfurther begann seine Basketballvereinskarriere in der U9 des TTL Bamberg. 2013 gewann er mit den Oberfranken die deutsche Meisterschaft in der Altersklasse U14. Über die Stationen TSV Breitengüßbach und Regnitztal Baskets landete er im Sommer 2016 beim Nürnberg Falcons BC in der 2. Bundesliga ProA. Um weitere Erfahrung zu sammeln, kam er zunächst dank einer Doppellizenz auch bei der Turnerschaft Herzogenaurach in der ersten Regionalliga zum Einsatz. In der Saison 2018/19 stand er für die Nürnberger in 37 ProA-Spielen auf dem Feld, verbuchte Mittelwerte von 7,5 Punkten, 3,2 Korbvorlagen und zwei Rebounds je Begegnung und vollbrachte als Vizemeister mit der Mannschaft den sportlichen Aufstieg in die Basketball-Bundesliga. Den Nürnbergern wurde jedoch die Bundesliga-Lizenz verweigert, Haßfurther wechselte im Sommer 2019 zum Bundesligisten S.Oliver Würzburg und blieb dort bis 2021. Danach beendete er seine Karriere als professioneller Basketballspieler und begann ein Studium der Sportwissenschaften in München.

### Nationalmannschaft
Haßfurther gehörte zum Aufgebot der deutschen Auswahl bei der U18-Europameisterschaft 2017 in der Slowakei. Anfang Juni 2018 wurde er ins Aufgebot der U20-Nationalmannschaft berufen, mit der er einen Monat darauf Bronze bei der Heim-Europameisterschaft in Chemnitz errang und im Schnitt 4,7 Punkte pro Turnierspiel erzielte. Seine beste Turnierleistung zeigte er im Halbfinale gegen Kroatien, als er 15 Punkte verbuchte. 2019 erhielt er die Einberufung in die U20-Nationalmannschaft und gewann mit dieser bei der EM im Juli 2019 die Bronzemedaille.